# Goma kino

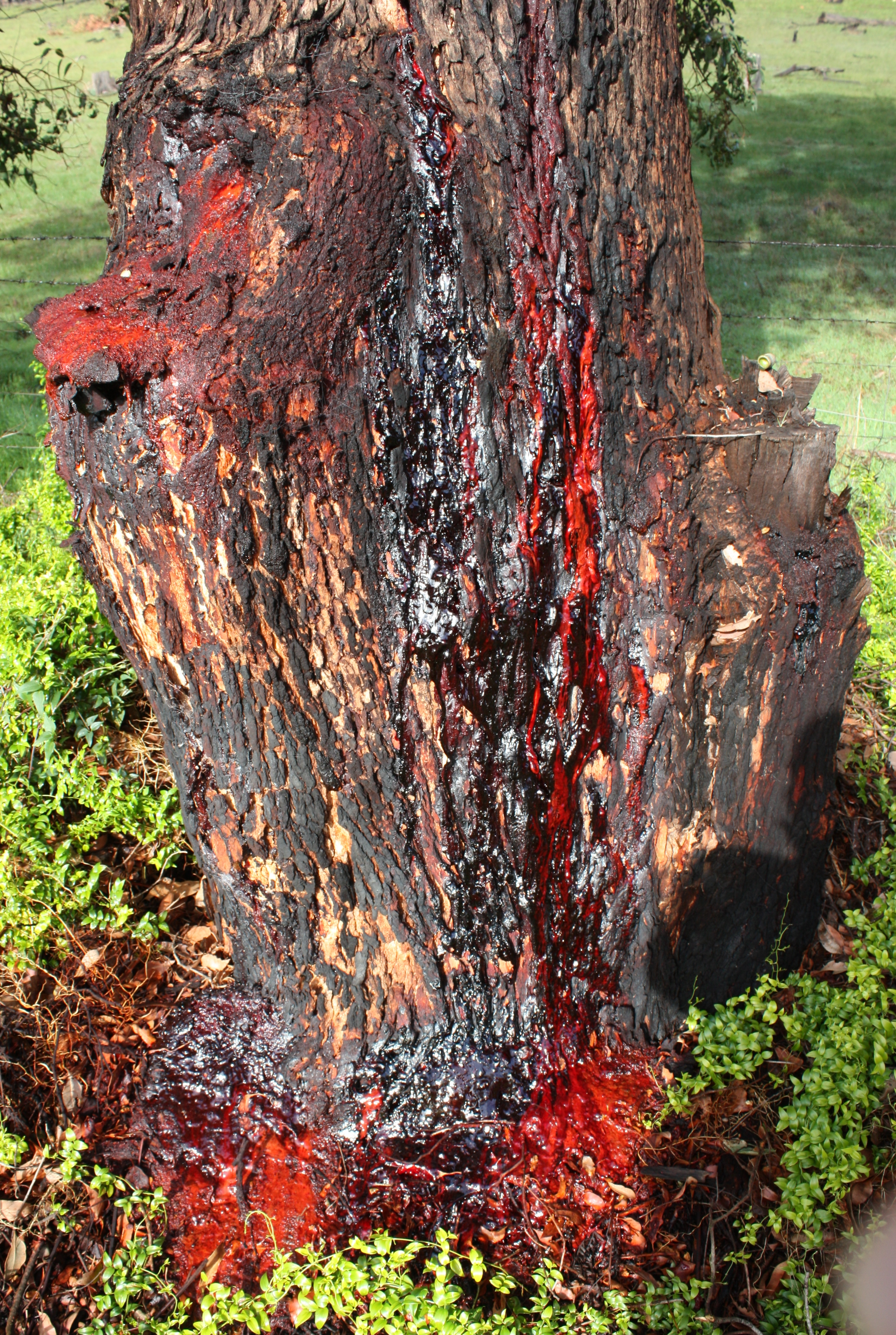
Copioso drenaje de kino por una herida cerca de la base de un tronco de un Corymbia calophylla (Marri).

Se denomina goma kino a una goma producida por varias plantas y árboles, particularmente el Eucalyptus, como reacción ante el daño a su corteza, y la cual puede ser recolectada mediante incisiones en el tronco o el tallo. Su color rojo, con la tendencia de algunas especies de supurar grandes cantidades a través de sus heridas, es la fuente de los nombre comunes "goma roja" y "sangre de la madera". La palabra “kino” proviene de dialectos del oeste de África.

## Composición
Los compuestos astringentes de tanino son un componente activo importante de los kinos. El principal elemento del kino es el ácido kinotanínico, del cual contiene entre el 70 al 80 por ciento. También contiene rojo kino, un flobafeno producido mediante oxidación a partir del ácido tanínico. El kino también produce kinoina, un principio neutro cristalino.
Se disuelve en forma parcial en agua fría, dejando un residuo floculento pálido el cual es soluble en agua hirviendo pero que se vuelve a depositar nuevamente al enfriarse. Es soluble en alcohol y álcalis cáusticos, aunque no en éter.
Al exudar del árbol, es similar a una gelatina de parrilla roja, pero se endurece al cabo de una pocas horas de exposición al aire y el sol. Los kinos por lo general se secan dando lugar a un material similar al ámbar. Consiste de fragmentos angulares rojo oscuro, raramente mayores que una arveja. 
De entre los fragmentos angulares pequeños, los más pequeños son rojizos, y los más grandes son casi de color negro; los trozos delgados son de un rojo rubí. Es frágil y es fácilmente pulverizable. No posee olor, pero es fuertemente astringente al gusto.

## Usos y fuentes
Los kinos son utilizados en la medicina, curtido, y como pigmentos de color. El kino fue introducido en la medicina europea en 1757 por John Fothergill. Fothergill parece lo trajo del río Gambia en África occidental, y en  Inglaterra se comercializó con la denominación de Gummi rubrum astringens gambiense. Era extraído del Pterocarpus erinaceus. A comienzos del siglo XX, la droga identificada como "la original" era la Malabar de la India o kino de Amboina el cual es el producto de evaporar el jugo obtenido de las incisiones en el tronco del Pterocarpus marsupium. Además de kinos de estas dos especies, en Estados Unidos se importó el kino de Bengala o kino Butea obtenido de la Butea frondosa y el kino australiano o  kino de Eucalipto del Eucalyptus resinifera. Se cree que el kino de Jamaica es producto de la Coccoloba uvifera. Es posible que esta misma planta sea la fuente del kino de Sudamérica.
El kino no es absorbido en el estómago y solo muy lentamente en el intestino.
Ha sido utilizado con frecuencia contra la diarrea, su valor reside en que el ácido kinotínico es poco soluble, lo que le permite actuar sobre la zona baja del intestino. En este aspecto es similar al catechu. Dejó de ser utilizado como una gragea cuando se comenzaron a utilizar antisépticos para el dolor de garganta.
El kino fue bastante utilizado en las Indias orientales como pigmento para teñir algodón, otorgándole a las telas un color amarillento amarronado denominado nankeen.